# Bama (Nigeria)
Bama è una città della Repubblica Federale della Nigeria appartenente allo Stato di Borno. È capoluogo dell'omonima area a governo locale (local government area) che si estende su una superficie di 4.997 km² e conta una popolazione di 269.986 abitanti.